# Liste des Trésors nationaux du Japon (sanctuaires)
Pour les articles homonymes, voir Liste des Trésors nationaux du Japon.
Le nombre de sanctuaires shinto au Japon est estimé aujourd'hui à plus de 150 000. Les sanctuaires à structure unique sont les plus communs. Les bâtiments des sanctuaires peuvent également compter des oratoires (devant le sanctuaire principal), des salles de purification, des salles d'offrandes appelées heiden (entre le honden et le haiden), une salle de danse, des lanternes de pierre ou de fer, des murs ou des clôtures, des toriis et autres édifices. Le terme « trésor national » est utilisé au Japon pour désigner les biens culturels importants les plus précieux depuis 1897.
La définition et les critères ont changé depuis la création du terme. Les structures de sanctuaires de cette liste ont été classées Trésors nationaux quand la loi sur la protection des biens culturels est entrée en vigueur le 9 juin 1951. Comme tels, ils sont admissibles aux subventions gouvernementales pour les réparations, l'entretien et l'installation de systèmes de prévention des incendies et d'autres systèmes de prévention de catastrophes. Les propriétaires sont tenus d'annoncer à l'administration du Trésor national toute modification survenue, telle qu'un dommage ou une perte et doivent obtenir un permis pour un changement d'emplacement, un transfert de propriété ou des réparations envisagées.
Les pièces sont choisies par le ministère de l'Éducation, de la Culture, des Sports, des Sciences et de la Technologie sur le fondement de leur « valeur artistique ou historique particulièrement élevée, ». Cette liste présente trente-huit, entrées structures[pas clair] de sanctuaires Trésor nationaux à partir du XIIe siècle classique (époque de Heian) jusqu'au début du XIXe siècle moderne (fin de l'époque d'Edo). En fait, le nombre de structures référencées est supérieur à trente-huit parce que dans certains cas, des groupes de structures connexes sont combinés pour former une seule entrée. Ces structures comprennent les bâtiments principaux (honden), oratoires (haiden), les portes, les salles des offrandes (heiden), les salles de purification (haraedono) et autres édifices en rapport avec les sanctuaires.

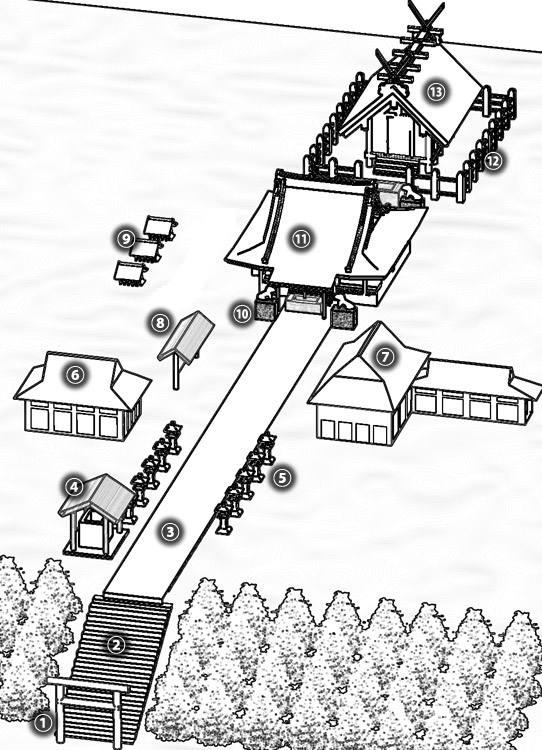
Disposition générale d'un sanctuaire shintoïste : 1. Torii. 2. Escalier en pierre. 3. Sandō. 4. Chōzuya ou temizuya. 5. Tōrō. 6. Kagura-den (bâtiment dédié au nô ou à la danse sacrée kagura). 7. Shamusho (bureaux d'administration). 8. Ema. 9. Sessha/massha. 10. Komainu. 11. Haiden. 12. Tamagaki. 13. Honden.

La pratique du marquage des lieux sacrés commence au Japon dès la période Yayoi (d'environ 500 avant J.-C. à 300 après J.-C.) et provient de croyances religieuses primitives. Les caractéristiques du paysage tels que les rochers, les cascades, les îles et les montagnes en particulier, sont des lieux supposés être capables d'attirer les kamis et sont en conséquence adorés en tant que yorishiro. À l'origine, les lieux sacrés peuvent avoir été tout simplement indiqués par une clôture et une porte d'entrée ou torii. Plus tard, des structures temporaires semblables à l'actuel sanctuaire portable sont construits pour accueillir les dieux à l'endroit sacré, lequel finit par évoluer en bâtiments permanents consacrés aux dieux.
Les anciens sanctuaires sont construits selon le style de logements (Izumo-taisha), ou d'entrepôts (Ise-jingū),. Les bâtiments sont pourvus de toits à pignons, de sols surélevés, de murs de planches et sont couverts de chaume de roseaux ou d'écorce de cyprès du Japon. Ces anciens sanctuaires ne disposent pas d'espace consacré au culte. Il existe trois importants styles architecturaux pour les anciens sanctuaires : le taisha-zukuri, le shinmei-zukuri et le sumiyoshi-zukuri,,. Ces trois styles sont représentés par Izumo-taisha, Nishina Shinmei-gū et Sumiyoshi-taisha respectivement et datent d'avant 552. En accord avec la tradition shikinen sengū-sai (式年遷宮祭), les bâtiments ou les sanctuaires ont été scrupuleusement reconstruits à intervalles réguliers en restant fidèles à leur conception originale. Ainsi les styles anciens ont-ils été reproduits à travers les siècles jusqu'à nos jours,,,.
À partir du milieu du VIe siècle, alors que le bouddhisme est introduit au Japon en provenance de Baekje, de nouveaux styles architecturaux de sanctuaires apparaissent. Le modèle actuel de sanctuaire shinto est d'origine bouddhiste. Le concept de temples comme lieu de rassemblement est appliqué aux sanctuaires. Des espaces de culte sont ajoutés sous forme de toits allongés ou de salles de culte (haiden) en plus du bâtiment principal (honden). Les éléments stylistiques suivants de l'architecture bouddhiste de temple sont assimilés et appliqués aux sanctuaires japonais : la base de colonne en pierre, les tasseaux, les toits recourbés, les surfaces peintes, les ornements de métal, les couloirs et les pagodes,,.
À la fin du VIIIe siècle, tandis que les styles architecturaux évoluent, de nouveaux éléments sont ajoutés comme en témoignent Kasuga-zukuri, (Kasuga-taisha et Hakusandō/Kasugadō à Enjō-ji), le toit « coulant » ou nagare-zukuri (Kamo-jinja), hachiman-zukuri (Usa Hachiman-gū) et hiyoshi-zukuri (Hiyoshi Taisha),. Le nagare-zukuri est toujours le style le plus populaire, suivi du kasuga-zukuri,. Le honden d'Ujigami-jinja date de cette époque. À la fin de l'époque de Heian, les toriis et les clôtures sont souvent remplacées par des portes à deux niveaux et de grandes colonnades imitées de l'architecture des temples. L'influence du style résidentiel shinden-zukuri des palais et des manoirs est manifeste dans des sanctuaires tels qu'Itsukushima-jinja.
Le sanctuaire auxiliaire Marōdo à Itsukushima-jinja date du XIIIe siècle, (époque de Kamakura), et les honden et haiden de Kibitsu-jinja du XVe siècle (époque Muromachi). À la fin du XVIe siècle et au début du XVIIe siècle, durant l'époque Azuchi Momoyama, le ishi-no-ma-zukuri apparaît comme nouveau plan de construction de sanctuaires. Le bâtiment principal est réuni à l'oratoire par l'intermédiaire d'un édifice de liaison appelé ai-no-ma, dérivé du style hachiman-zukuri. Les honden de Kitano Tenman-gū et Ōsaki Hachiman-gū sont des exemples du ishi-no-ma-zukuri. Tōshō-gū achevé en 1636 date de l'époque d'Edo. Il s'agit d'un complexe assemblage de sanctuaires richement ornés, de temples et d'un mausolée. Ces complexes sont le résultat du shinbutsu shūgō (syncrétisme du shintoïsme et du bouddhisme) qui commence à se manifester à l'époque de Heian ; Kitano Tenman-gū, construit en 947 pour l'esprit de Sugawara no Michizane, est le premier de ces byō ou jingū-ji,.

## Statistiques
Les trente-huit, entrées de la liste se répartissent ainsi : bâtiments principaux (honden), ensembles composés de honden, haiden avec ou sans ai-no-ma ou heiden entre eux, oratoires (haiden), salles des offrandes (heiden), couloirs, portes, clôtures, salles de purification et autres salles liées à un sanctuaire.

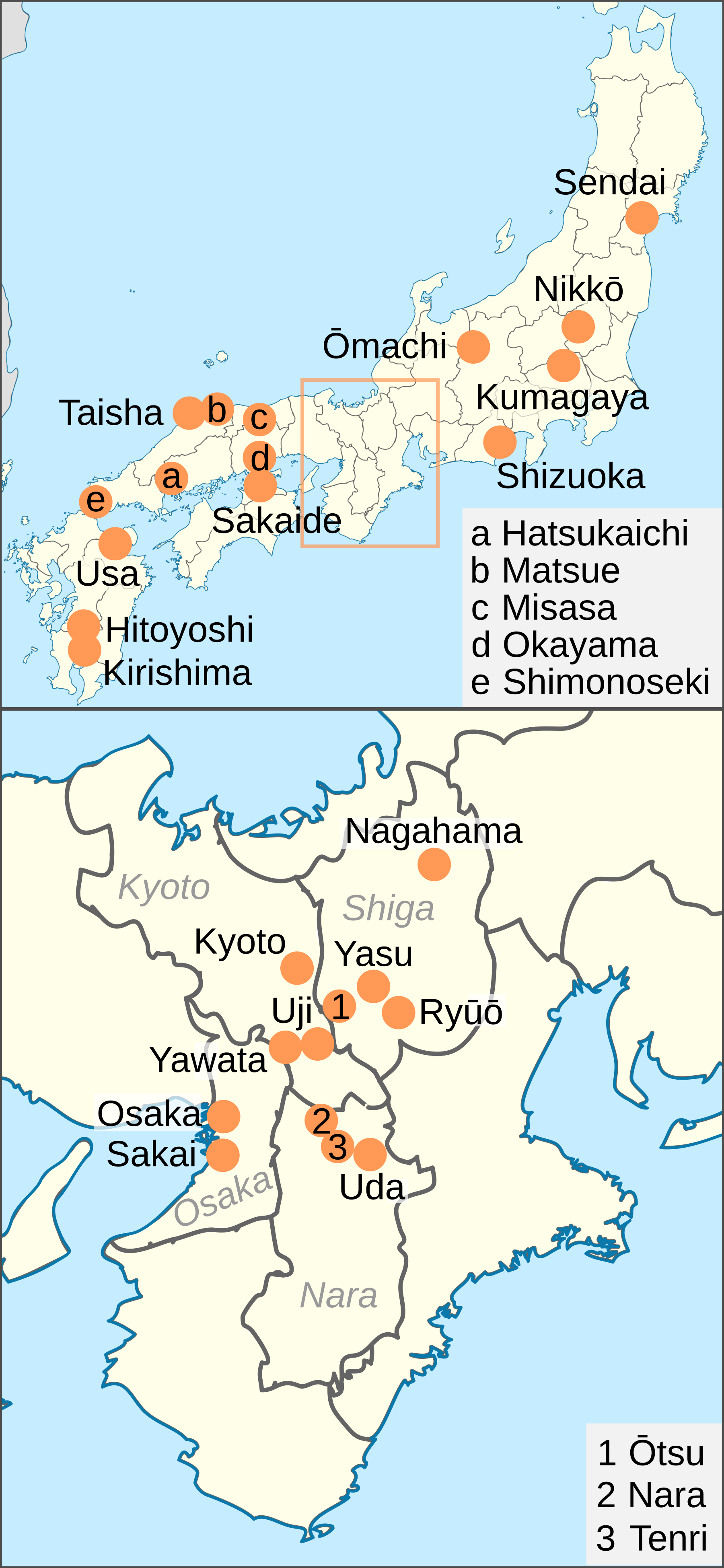
Carte indiquant l'emplacement des sanctuaires classés trésors nationaux du Japon.

| Préfecture | Ville            | Trésor national |
| ---------- | ---------------- | --------------- |
| Hiroshima  | Hatsukaichi      | 1               |
| Kagawa     | Sakaide          | 1               |
| Kumamoto   | Hitoyoshi        | 1               |
| Kyoto      | Kyoto            | 5               |
| Kyoto      | Uji              | 2               |
| Miyagi     | Sendai           | 1               |
| Nagano     | Ōmachi           | 1               |
| Shizuoka   | Shizuoka         | 1               |
| Nara       | Nara             | 2               |
| Nara       | Tenri            | 1               |
| Nara       | Uda              | 1               |
| Okayama    | Okayama          | 1               |
| Osaka      | Osaka            | 1               |
| Osaka      | Sakai            | 1               |
| Shiga      | Nagahama         | 1               |
| Shiga      | Ryūō             | 1               |
| Shiga      | Yasu             | 2               |
| Shiga      | Ōtsu             | 3               |
| Shimane    | Matsue           | 1               |
| Shimane    | Taisha (Shimane) | 1               |
| Tochigi    | Nikkō            | 6               |
| Tottori    | Misasa (Tottori) | 1               |
| Yamaguchi  | Shimonoseki      | 1               |
| Ōita       | Usa              | 1               |

| Époque                 | National Treasures |
| ---------------------- | ------------------ |
| Époque de Heian        | 2                  |
| Époque de Kamakura     | 9                  |
| Époque Muromachi       | 5                  |
| Époque Azuchi Momoyama | 8                  |
| Époque d'Edo           | 14                 |

## Usage
- Nom : le nom tel qu'il est enregistré dans la base de données des Biens culturels nationaux[6],[nb 1],[nb 2].
- Sanctuaire : nom du sanctuaire dans lequel la structure est située.
- Remarques : d'architecture et générales relatives notamment à :
  - taille donné en ken, ou distance entre piliers ; « m × n » indique la longueur (m) et la largeur (n) de la structure, chacune mesurée en ken ;
  - style architectural (zukuri) et type de toiture ;
  - existence de rives de toits, faîteaux de toit en forme de fourche (chigi), auvents, etc.
- Date : période et année de la dernière reconstruction majeure. La colonne trie les entrées par année. Si seule une période est connue, le tri se fait par l'année de début de cette période.
- Emplacement : « nom de ville-nom de préfecture ». L'entrée de colonne se fait par « nom de préfecture-nom de ville ».
- Images : photo de la structure. Si l'image montre plus d'une structure, la structure correspondante est indiquée par un rectangle bleu.

## Trésors
(Cette liste est complète au 20 janvier 2011)
| Nom | Sanctuaire                                                                               | Remarques | Date                                                                                                  | Emplacement                                         | Image |
| --- | ---------------------------------------------------------------------------------------- | --- | --- | --------------------------------------------------- | --- |
| Ōsaki Hachiman-gū (大崎八幡宮, Ōsaki Hachiman-gū), | Ōsaki Hachiman-gū                                                                        | Honden : 5 × 3, un seul niveau, style irimoya couverture de bardeaux de bûches fendues ; 石の間 (ishi-no-ma) : 1 × 1, un seul niveau, ryōsage-zukuri couverture de bardeaux de bûches fendues ; Haiden : 5 × 3 (7 ken le long de la façade), un seul étage, style irimoya, avant avec un chidori hafu (rive de toit et un auvent de 5 ken avec un pignon nokikarahafu, couverture de bardeaux de bûches fendues ; Plus ancien exemple existant de style gongen | Époque Azuchi Momoyama, 1607                                                                          | Sendai 38° 16′ 21,1″ N, 140° 50′ 42,18″ E           | Bâtiment en bois avec un grand toit et le pignon central à l'avant. Le toit et la partie inférieure sont dans des couleurs très sombres. Trois cordes pendent du pignon central avant. |
| Bâtiment principal (bouddhisme japonais) (本殿, honden), salle de pierre (石の間, ishi-no-ma) et oratoire (拝殿, haiden),                                                                                         | Tōshō-gū                                                                                 | Honden : 5 × 5, style irimoya avec un auvent de 1 ken sur la face arrière 石の間 (ishi-no-ma) : 3 × 1, style ryōsage-zukuri, Haiden : 9 × 4 (7 ken le long de la façade avant), style irimoya, avant avec une rive de toit chidori hafu et un auvent de 3 ken avec un pignon nokikarahafu, Les trois bâtiments sont à un seul niveau avec une couverture de tuiles en cuivre. | Début de l'époque d'Edo, 1636                                                                         | Nikkō 36° 45′ 29,21″ N, 139° 35′ 55,4″ E            | bâtiment avec toiture en tuiles à deux versants derrière une clôture ajourée avec une porte de style chinois. |
| Yōmeimon (陽明門), | Tōshō-gū                                                                                 | 3 × 2, porte à deux niveaux 三間一戸 (sangen-ikko) de style irimoya avec pignons nokikarahafu dans chaque direction, couverture en tuiles de cuivre, plus de 500 sculptures d'anecdotes historiques, enfants qui jouent, hommes sages et autres, reliés au tōzai kairō de chaque côté | Début de l'époque d'Edo, 1636                                                                         | Nikkō 36° 45′ 27,79″ N, 139° 35′ 55,48″ E           | Une porte à deux niveaux en bois décorée où l'étage supérieur s'étend sur la partie inférieure. Il y a un pignon bombé au centre sous lequel est fixée une planche avec des caractères. |
| Tōzai Kairō (東西廻廊) | Tōshō-gū                                                                                 | Couloirs semi fermés de 36 et 54 ken de long avec des sculptures colorées de fleurs et d'oiseaux en chantourné s'étendant des deux côtés de la porte yōmeimon, style irimoya avec couverture en tuiles de cuivre | Début de l'époque d'Edo, 1636                                                                         | Nikkō 36° 45′ 27,72″ N, 139° 35′ 56,14″ E           | Mur en bois avec des poutres rouges et des sculptures colorées de plantes, de paons et autres oiseaux. |
| Karamon (唐門) (avant et arrière) | Tōshō-gū                                                                                 | 1 × 1, porte de style chinois décorée de sculptures blanches, un seul niveau, de style karahafu, toit couvert de tuiles en cuivre, relié à la clôture tōzai sukibei des deux côtés | Début de l'époque d'Edo, 1636                                                                         | Nikkō 36° 45′ 28,53″ N, 139° 35′ 55,44″ E           | Style chinois relié de chaque côté à une clôture à claire-voie. · personnages blancs sculptés sous un pignon ondulé. |
| Tōzai Sukibei (東西透塀) | Tōshō-gū                                                                                 | Clôtures à claire-voie de 43 et 44 ken de long s'étendant vers l'est et l'ouest à partir du karamon, couverture en tuiles de cuivre | Début de l'époque d'Edo, 1636                                                                         | Nikkō 36° 45′ 28,53″ N, 139° 35′ 55″ E              | Une clôture couverte colorée s'étendant de chaque côté d'une porte de style chinois |
| Bâtiment principal (bouddhisme japonais) (本殿, honden), pièce du milieu (相の間, ai-no-ma), oratoire (拝殿, haiden)                                                                                              | Rinnō-ji (大猷院霊廟, taiyū-in reibyō) (Rinnō-ji)                                        | Honden : 3 × 3, style irimoya avec une cellule de toit recourbé ; 石の間 (Ishi-no-ma) : 3 × 1, style ryōsage-zukuri Haiden : 7 × 3, style irimoya, avant avec une rive de toit chidori hafu et un auvent de 3 ken avec un pignon nokikarahafu. Les trois bâtiments n'ont qu'un niveau et une couverture en tuiles de cuivre. Le sanctuaire se trouve dans le mausolée du troisième shogun Tokugawa Tokugawa Iemitsu. | Début de l'époque d'Edo, 1653                                                                         | Nikkō 36° 45′ 28,12″ N, 139° 35′ 39,12″ E           | Bâtiment en bois relié à un bâtiment inférieur. Les deux sont de couleur noire et des décorations en métal doré. Il y a une véranda avec une main courante rouge sur les deux bâtiments. · Un bâtiment en bois noir avec des décorations dorées et une véranda avec une main courante rouge. |
| Bâtiment principal (bouddhisme japonais) (本殿, honden) et porte intérieure (中門, chūmon) | Nishina Shinmei-gū                                                                       | Honden : 3 × 2, plus ancien exemple existant du style shinmei ; Porte intérieure : porte à quatre pieds reliée au honden, de style kirizuma Les deux bâtiment sont couverts de bardeaux d'écorce de cyprès du Japon. | Milieu de l'époque d'Edo, 1630 (porte intérieure) et 1636 (bâtiment principal)                        | Ōmachi                                              | Un bâtiment simple en bois avec une véranda à grumes horizontales sur le faîte du toit et épis de faîtage en forme de fourche. De l'avant, un autre toit s'étend vers la véranda et se relie à un autre bâtiment. |
| Bâtiment principal (bouddhisme japonais) (本殿, honden), pièce de pierre (石の間, ishi-no-ma) et oratoire (拝殿, haiden),                                                                                         | Kunōzan Tōshō-gū                                                                         | Honden : 3 × 3, style irimoya 石の間 (ishi-no-ma) : 1 × 1, style ryōsage-zukuri Haiden : 5 × 2, style irimoya, avant avec une rive de toit chidori hafu et un auvent de 3 ken. Les trois bâtiments sont à un seul niveau, avec une couverture de tuiles de cuivre Lieu de sépulture d'origine du premier shōgun du shogunat Tokugawa, Tokugawa Ieyasu et donc le plus ancien des sanctuaires Tōshō-gū | Époque d'Edo, 1617                                                                                    | Shizuoka 34° 57′ 53,47″ N, 138° 28′ 03,43″ E        | |
| Shinra Zenjin (新羅善神堂, shinra zenjindō), | Mii-dera                                                                                 | 3 × 3, un seul niveau, style « toit coulant » avec un auvent de 1 ken, couvert de bardeaux d'écorce de cyprès du Japon. Le bâtiment héberge le Trésor national 新羅明神坐像 (Shinra Myōjin Zazō), une sculpture de la divinité qui protège Mii-dera | Début de l'époque de Muromachi, 1347                                                                  | Ōtsu 35° 01′ 09,84″ N, 135° 51′ 09,51″ E            | Bâtiment en bois avec un toit à double pente asymétrique avec pignon et une véranda surélevé avec une main courante. |
| Bâtiment principal (bouddhisme japonais) (本殿, honden) | Mikami-jinja (御上神社)                                                                  | 3 × 3, un seul niveau, style irimoya, toit avec auvent de 1 ken, couvert de bardeaux d'écorce de cyprès du Japon | Fin de l'époque de Kamakura                                                                           | Yasu                                                | Un petit bâtiment en bois avec une véranda couverte surélevée avec une main courante. |
| Bâtiment principal (bouddhisme japonais) (本殿, honden), | Ōsasahara-jinja (大笹原神社)                                                             | 3 × 3, à un seul niveau, style irimoya, toit avec auvent de 1 ken couvert de bardeaux d'écorce de cyprès du Japon. Technique particulièrement excellente pour la construction, vasistas et portes | Milieu de l'époque de Muromachi, 1414                                                                 | Yasu                                                | Un petit bâtiment en bois avec une véranda couverte surélevée avec une main courante |
| Bâtiment principal (ouddhisme japonais) (本殿, honden), | Tsukubusuma-jinja (都久夫須麻神社)                                                       | 3 × 3, à un seul niveau, style irimoya avec pignons nokikarahafu sur les côtés avant et arrière, les avant-toits circulaires et l'auvent font 1 ken et 60 peintures de plafond décoratives de fleurs d'or par Kanō Mitsunobu | Époque Azuchi Momoyama, 1567 (auvent et avant-toit) et 1602 (bâtiment principal)                      | Nagahama 35° 25′ 14,51″ N, 136° 08′ 39,19″ E        | Bâtiment au sommet d'une volée d'escaliers modernes avec pignon vallonné de style chinois à l'avant. La partie inférieure est recouverte par un tissu rouge suspendu à l'avant-toit de la toiture. |
| Salle ouest de culte (西本宮, nishi hon-gū), bâtiment principal (bouddhisme japonais) (本殿, honden), | Hiyoshi-taisha                                                                           | 5 × 3, style hiyoshi, couvert de bardeaux d'écorce de cyprès du Japon | Période Azuchi Momoyama, 1586                                                                         | Ōtsu 35° 04′ 18,25″ N, 135° 51′ 43,71″ E            | Three-quarter view of a proportionally tall wooden building with a veranda with red hand rail and a canopy covering the steps that lead to the central entrance. The roof appears to be a hip-and-gable roof. · Three-quarter view of a proportionally tall wooden building with a veranda with red hand rail. The corner of the eaves appear cut off.                                                                       |
| Salle est de culte (東本宮, higashi hon-gū), bâtiment principal (bouddhisme japonais) (本殿, honden) | Hiyoshi Taisha                                                                           | 5 × 3, style hiyoshi, couverture de bardeaux d'écorce de cyprès du Japon | Époque Azuchi Momoyama, 1595                                                                          | Ōtsu 35° 04′ 24,37″ N, 135° 51′ 53,78″ E            | Three-quarter view of a proportionally tall wooden building with a veranda with red hand rail and a canopy covering the steps that lead to the central entrance. The roof appears to be a hip-and-gable roof. · Three-quarter view of a proportionally tall wooden building with a veranda with red hand rail. La véranda est plus élevée au centre de la face arrière du bâtiment. Le coin des avant-toits semblent coupés. |
| Bâtiment principal (bouddhisme japonais) ouest (西本殿, nishi honden) | Namura-jinja (苗村神社)                                                                  | 3 ken de large, style « toit coulant » avec un auvent de 1 ken et couvert de bardeaux d'écorce de cyprès du Japon | Fin de l'époque de Kamakura, 1308                                                                     | Ryūō                                                | Complexe de bâtiments en bois derrière une clôture en bois couverte. |
| Bâtiment principal (bouddhisme japonais) (本殿, honden), | Ujigami-jinja                                                                            | 5 × 3, un seul niveau, style « toit coulant » couverture de bardeaux d'écorce de cyprès du Japon. Le bâtiment est constitué de trois sanctuaires d'un seul ken disposés côte à côte sous le même toit. Il fait partie du patrimoine mondial au titre des monuments historiques de l'ancienne Kyoto et le plus ancien bâtiment principal de sanctuaire (honden) existant. | Fin de l'époque de Heian                                                                              | Uji 34° 53′ 31,48″ N, 135° 48′ 41,09″ E             | Un bâtiment assez large avec des poutres en bois et des murs peints en blanc. La paroi avant est complètement recouverte par des fenêtres avec grillage en bois. |
| Oratoire (拝殿, haiden) | Ujigami-jinja                                                                            | 6 × 3, un seul niveau, style kirizuma toit avec auvent de 1 ken et couvert de bardeaux d'écorce de cyprès du Japon. Le haiden aurait été construit à l'origine dans le style résidentiel shinden-zukuri. Il fait partie du patrimoine mondial au titre des monuments historiques de l'ancienne Kyoto. | Début de l'époque de Kamakura                                                                         | Uji 34° 53′ 31,13″ N, 135° 48′ 40,68″ E             | Frontal view of a rather low and wide building with wooden beams and white painted walls. |
| Bâtiment principal (bouddhisme japonais) est (東本殿, higashi honden) et bâtiment principal (西本殿, nishi honden),                                                                                               | Kamo-jinja ou Shimogamo-jinja                                                            | Chaque bâtiment (style nagare-zukuri) fait 3 ken de large. Couverture en bardeaux d'écorce de cyprès du Japon. Fondé avant la capitale Heian, les bâtiments actuels remontent au XVIIe siècle. Ils font partie du patrimoine mondial au titre des monuments historiques de l'ancienne Kyoto. | Fin de l'époque d'Edo, 1863                                                                           | Kyoto 35° 02′ 20,98″ N, 135° 46′ 22,89″ E           | Une porte, un escalier et une véranda d'un bâtiment en bois avec des ornements métalliques. A grey and blue lion figure is placed on the veranda. |
| Bâtiment principal (bouddhisme japonais) (本殿, honden) et salle associée (権殿, gonden), | Kamigamo-jinja                                                                           | Les deux bâtiments sont identiques en taille et en forme : 3 × 2, 5,9 × 7,2 m style « toit coulant » avec un toit prolongé à l'avant pour couvrir un portique de prière, couverts de bardeaux d'écorce de cyprès du Japon. Honden et gonden sont utilisés en alternance à chaque fois que l'un d'eux est en cours de reconstruction ou en réparation. Ils font partie du patrimoine mondial au titre des monuments historiques de l'ancienne Kyoto. | Fin de l'époque d'Edo, 1863                                                                           | Kyoto 35° 03′ 37,7″ N, 135° 45′ 09,68″ E            | |
| Oratoire (拝殿, haiden), | Seiryōgū (清瀧宮) (Daigo-ji, upper Daigo (上醍醐)                                        | 7 × 3, style en saillie (懸造, kake-zukuri), un seul niveau, style irimoya, entrée aux extrémités du pignon, auvent de 3 ken et pignon nokikarahafu Il fait partie du patrimoine mondial au titre des monuments historiques de l'ancienne Kyoto. | Milieu de l'époque de Muromachi, 1434                                                                 | Kyoto                                               | Vue frontale d'un bâtiment en bois avec des murs blancs et pignons ondulés en ligne avec les avant-toits et au-dessous d'un pignon normal. |
| Karamon (唐門) | Toyokuni-jinja                                                                           | Porte à quatre pieds, porte avec pignons karahafu à l'avant et à l'arrière, style irimoya, toit sur les côtés couvert de bardeaux d'écorce de cyprès du Japon | Époque Azuchi Momoyama, 1573-1614                                                                     | Kyoto 34° 59′ 29,74″ N, 135° 46′ 19,29″ E           | Vue de face d'une porte en bois noir avec un grand toit dominant avec un pignon vallonné et décorations en métal doré. |
| Bâtiment principal (bouddhisme japonais) (本殿, honden), salle de pierre (石の間, ishi-no-ma), oratoire (拝殿, haiden) et chambre de musique (楽の間, gaku-no-ma),                                                | Kitano Tenman-gū                                                                         | Honden : 5 × 4, style irimoya avec une allée de 3 ken du côté droit, couvert de bardeaux d'écorce de cyprès du Japon Pièce de pierre : 3 × 1, style ryōsage-zukuri couvert en écorce de cyprès du Japon Haiden : 7 × 3, style irimoya avec une rive de toit chidori hafu à l'avant et un auvent de 7 ken. Chambre de musique : 2 ken de longueur à l'avant, 3 ken à l'arrière, 2 ken de largeur, style irimoya à une extrémité, reliée au haiden, couverte de bardeaux d'écorce de cyprès du Japon. Les quatre bâtiments sont à un seul niveau. C'est le plus ancien complexe de style gongen existant. Il est créé au Xe siècle. | Époque Azuchi Momoyama, 1607                                                                          | Kyoto 35° 01′ 52,72″ N, 135° 44′ 06,43″ E           | honden · haiden · gaku-no-ma |
| Oratoire (拝殿, haiden) | Sakurai-jinja (桜井神社, sakurai jinja)                                                  | 5 × 3, un seul niveau, style kirizuma avec un toit hongawarabuki (exception faite de l'auvent arrière) | Fin de l'époque de Kamakura                                                                           | Sakai 34° 29′ 06,72″ N, 135° 30′ 22,62″ E           | Un bâtiment avec des murs rouges et blancs et un toit de tuiles. |
| Bâtiment principal (bouddhisme japonais) (本殿, honden), | Sumiyoshi-taisha                                                                         | 4 × 2, plus ancien exemple du style sumiyoshi couvert de bardeaux d'écorce de cyprès du Japon. Le sanctuaire est composé de quatre bâtiments identiques disposés en forme de « L », chacun faisant 4,8 × 8 m. | Fin de l'époque d'Edo, 1810                                                                           | Osaka 34° 36′ 44,52″ N, 135° 29′ 35,36″ E           | Vue de face et de côté et plan d'un bâtiment avec deux chambres, épis de faîtage de toit en forme de fourche, une porte sur le pignon à laquelle mène un petit escalier et une clôture qui entoure le bâtiment sur trois côtés. |
| Bâtiment principal (bouddhisme japonais) (本殿, honden) | Uda Mikumari-jinja                                                                       | Trois bâtiments 1 × 1 de style kasuga avec des chevrons de toit en croupe ajoutés, couvert de bardeaux d'écorce de cyprès du Japon | Fin de l'époque de Kamakura, 1320                                                                     | Nara 34° 28′ 28,99″ N, 135° 58′ 14,85″ E            | Un bâtiment rouge vermillon avec trois pignons identiques courbes et épis de faîtage en forme de fourche sur le toit. |
| Bâtiment principal (bouddhisme japonais) (本殿, honden), | Kasuga-taisha                                                                            | Composé de quatre bâtiments de sanctuaire de 1,83 × 2,64 m du style kasuga alignés dans la direction est-ouest sur un cadre de grille, couvert de bardeaux d'écorce de cyprès du Japon; fondé vers le milieu du VIIIe siècle, forme actuelle depuis le début de la période Heian, régulièrement démoli et reconstruit tous les vingt ans jusqu'en 1863. Il fait partie du patrimoine mondial au titre des monuments historiques de l'ancienne Nara. | Fin de l'époque d'Edo, 1863                                                                           | Nara 34° 40′ 53,64″ N, 135° 50′ 54,53″ E            | Building with white walls, red wooden beams and forked finials on the roof located behind a fence with gate. |
| Oratoire (拝殿, haiden) | Sessha Izumo Takeo Shrine (摂社出雲建雄神社, sessha izumo takeo jinja) (Isonokami-jingū) | 5 × 1, un seul niveau, style kirizuma passage central avec pignon karahafu, couverture de bardeaux d'écorce de cyprès du Japon | Fin de l'époque de Kamakura, 1300                                                                     | Tenri                                               | A wide wooden building with a passageway over which there is a Chinese style gable. |
| Hakusan-dō (白山堂) et Kasuga-dō (春日堂), | Enjō-ji                                                                                  | Deux bâtiments identiques, chacun de 1 × 1, style kasuga couverts de bardeaux d'écorce de cyprès du Japon. Ensemble, ils forment le plus ancien exemple existant du style kasuga | Début de l'époque de Kamakura, ère Antei                                                              | Nara 34° 41′ 44,69″ N, 135° 54′ 56,12″ E            | Un petit bâtiment en bois à côté d'un autre bâtiment identique à toit à pignon, un escalier sur le côté du pignon couvert par un toit prolongé. Le faîte du toit a des faîteaux en fourche. · Un petit bâtiment en bois à côté d'un autre bâtiment identique à toit à pignon, un escalier sur le côté du pignon couvert par un toit prolongé. Le faîte du toit a des faîteaux en fourche.                                    |
| Nageiri (投入堂, nageiridō), | Okuno-in (奥院) (Sanbutsu-ji (三仏寺, sanbutsuji)                                        | 1 × 2, un seul niveau, style suspendu (懸造, kake-zukuri) avec un toit « coulant » couvert de bardeaux d'écorce de cyprès du Japon | Fin de l'époque de Heian                                                                              | Misasa (Tottori)                                    | Une structure en bois sur une falaise soutenue par de longues perches en bois. |
| Bâtiment principal (本殿, honden), | Izumo Taisha                                                                             | 2 × 2, style taisha couverture de bardeaux d'écorce de cyprès du Japon ; 10,9 × 10,9 m et 24 m de hauteur (à l'origine 48 m), toit légèrement incurvé avec trois billettes de crête, aurait été la maison de Ōkuninushi | Milieu de l'époque d'Edo, ère Enkyō, 1744                                                             | Taisha, Shimane 35° 24′ 07,05″ N, 132° 41′ 07,11″ E | Un grand bâtiment en bois avec toit à pignon et faîteaux de toit en forme de fourche situés au-delà d'autres bâtiments. · Un petit bâtiment avec plancher surélevé et toit à pignon avec faîteaux de toit en forme de fourche. Un escalier couvert sur le côté du pignon mène au bâtiment. |
| Bâtiment principal (本殿, honden), | Kamosu-jinja (神魂神社)                                                                  | 2 × 2, style taisha avec couvertures de planches tochibuki | Époque Azuchi Momoyama, 1583                                                                          | Matsue 35° 25′ 31,87″ N, 133° 05′ 02,81″ E          | Un petit bâtiment en bois avec une véranda et un toit à pignon élevé bien au-dessus du sol. Un escalier couvert mène au côté à pignon du bâtiment. |
| Bâtiment principal (bouddhisme japonais) (本殿, honden) et oratoire (拝殿, haiden), | Kibitsu-jinja                                                                            | Honden : 5 ken de long (7 à l'arrière), 8 ken de large, style hiyoku irimoya Haiden : 3 × 1, style kirizuma relié à l'arrière du toit du honden, toit recourbé sur trois côtés, couvert d'une toiture hongawarabuk, Les deux bâtiments sont à niveau unique et couverts de bardeaux d'écorce de cyprès du Japon. Avec une taille de 14,5 × 17,9 m, c'est le plus grand édifice de sanctuaire du Japon | Milieu de l'époque de Muromachi, 1425                                                                 | Okayama 34° 40′ 14,62″ N, 133° 51′ 02,06″ E         | Un grand bâtiment en bois avec deux petits toits à pignons mis sur le dessus du toit principal et à travers la crête principale. Il y a des faîteaux de toit en forme de fourche sur le dessus. |
| Sanctuaire principal : Bâtiment principal (bouddhisme japonais) (本殿, honden), oratoire (拝殿, haiden), salle des offrandes (幣殿, heiden),                                                                      | Itsukushima-jinja                                                                        | Honden : 8 × 4 (9 ken de large à l'arrière), style ryōnagare Heiden : 1 × 1, style ryōsage-zukuri Haiden : 10 × 3, style irimoya-zukuri avec pignons à chaque extrémité. Les trois bâtiments sont reliés par le heiden, n'ont qu'un niveau et possèdent une couverture faite d'écorce de cyprès du Japon. Le sanctuaire est répertorié site du patrimoine mondial. | Début de l'époque de Kamakura et fin de l'époque de Muromachi, 1241 (Heiden et Haiden), 1571 (Honden) | Hatsukaichi 34° 17′ 45,28″ N, 132° 19′ 11,6″ E      | Un bâtiment avec un toit à pignon, des murs blancs et des poutres en bois rouge vermillon situe au-dessus de l'eau à côté des autres bâtiments et des passerelles. · View through a hall (Haiden) with vermillion red beams and hanging lanterns to a space with standing lanterns beyond which there is another building with an altar.                                                                                     |
| Sanctuaire principal : salle de purification (祓殿, haraedono), | Itsukushima-jinja                                                                        | 6 × 3, un seul niveau, style irimoya, entrée à l'extrémité du pignon, relié à l'arrière du toit, couverture en bardeaux d'écorce de cyprès du Japon. Le sanctuaire est un site du patrimoine mondial. | Début de l'époque de Kamakura, 1241                                                                   | Hatsukaichi 34° 17′ 45,86″ N, 132° 19′ 10,83″ E     | Vue de face d'un bâtiment en bois avec des poutres rouges vermillon. Une plate-forme avec main courante rouge est située en face du bâtiment. · Un bâtiment demi-ouvert en bois avec un toit à pignon sur une plate-forme sur l'eau |
| Sanctuaire Marōdo auxiliaire (sanctuaire pour les divinités hôtes) (客神社, marōdo jinja) : bâtiment principal (bouddhisme japonais) (本殿, honden), oratoire (拝殿, haiden), salle des offrandes (幣殿, heiden), | Itsukushima-jinja                                                                        | Honden : 5 × 4, style ryōnagare Heiden : 1 × 1, ryōsage-zukuri style Haiden : 9 × 3, style kirizuma. Les trois bâtiments sont à un seul niveau et sont couverts de bardeaux d'écorce de cyprès du Japon. Le sanctuaire est un site du patrimoine mondial. | Début de l'époque de Kamakura, 1241                                                                   | Hatsukaichi 34° 17′ 47,53″ N, 132° 19′ 12,35″ E     | Une galerie couverte et deux bâtiments reliés avec des toits à pignons. Tous ont des poutres en bois vermillon, des murs blancs et sont posés sur pilotis. Au-delà des bâtiments en arrière-plan sur une colline se dresse une pagode à cinq niveaux de couleur rouge et un grand bâtiment avec toit à pignon. |
| Sanctuaire Marōdo auxiliaire (sanctuaire pour les divinités hôtes) (客神社, marōdo jinja): salle de purification (祓殿, haraedono),                                                                               | Itsukushima-jinja                                                                        | 4 × 3, un seul niveau, style irimoya, entrées aux extrémités du pignon, relié à l'arrière au toit du haiden, bardeaux d'écorce de cyprès du Japon. Le sanctuaire est un site du patrimoine mondial. | Début de l'époque de Kamakura, 1241                                                                   | Hatsukaichi 34° 17′ 47,09″ N, 132° 19′ 11,81″ E     | A wooden building with red beams on poles above water. |
| Couloir est (東廻廊, higashi kairō), | Itsukushima-jinja                                                                        | 45 ken de long, un seul niveau, style kirizuma, toit couvert de bardeaux d'écorce de cyprès du Japon. S'étend de l'entrée du sanctuaire d'Itsukushima en passant devant les sanctuaires Marōdo et Asazaya à la salle de purification du temple principal. Le sanctuaire est un site du patrimoine mondial. | Époque Azuchi Momoyama, ères Eiroku à Keichō                                                          | Hatsukaichi 34° 17′ 46,01″ N, 132° 19′ 12,53″ E     | A wooden roofed corridor on stilts over water with red beams and red handrails. · Roofed wooden corridor over water with red beams. |
| Couloir ouest (西廻廊, nishi kairō), | Itsukushima-jinja                                                                        | 62 ken de long, un seul niveau, style kirizuma, pignon à l'extrémité est et pignon karahafu à l'extrémité ouest, couvert de bardeaux d'écorce de cyprès du Japon. Le sanctuaire est un site du patrimoine mondial. | Époque Azuchi Momoyama, 1563-1602                                                                     | Hatsukaichi 34° 17′ 43,68″ N, 132° 19′ 09,71″ E     | Un couloir en bois sur pilotis avec des poutres rouges et une main courante rouge. Il y a des lanternes en métal suspendues au plafond. |
| Bâtiment principal (本殿, honden),. | Sumiyoshi-jinja (住吉神社)                                                               | Bâtiment de 9 baies de large composé de cinq bâtiments alignés sous un même toit « coulant », couvert de bardeaux d'écorce de cyprès du Japon. La porte avant possède cinq lucarnes avec des rives de toit chidori hafu. | Début de l'époque de Muromachi, 1370                                                                  | Shimonoseki 33° 59′ 58,72″ N, 130° 57′ 23,45″ E     | |
| Bâtiment principal (本殿, honden),. | Kandani-jinja (神谷神社)                                                                 | 3 × 2, plus ancien exemple existant du style « toit coulant » couvert de bardeaux d'écorce de cyprès du Japon | Début de l'époque de Kamakura, 1219                                                                   | Sakaide                                             | Petit bâtiment en bois avec un toit incurvé et des escaliers menant à une plate-forme entourant le bâtiment. |
| Bâtiment principal (本殿, honden), | Aoi Aso-jinja                                                                            | 3 × 2, style « toit coulant », avec couverture en tuiles de cuivre, relié au heiden au sud par le couloir | Époque Azuchi Momoyama, 1610                                                                          | Hitoyoshi 32° 12′ 48,86″ N, 130° 45′ 10,3″ E        | |
| Couloir (廊, rō), | Aoi Aso-jinja                                                                            | 1 × 1, un seul niveau, style kirizuma, couverture du toit avec des tuiles de cuivre, relie le honden au nord avec le heiden au sud | Époque Azuchi Momoyama, 1610                                                                          | Hitoyoshi 32° 12′ 48,67″ N, 130° 45′ 10,33″ E       | |
| Salle des offrandes (幣殿, heiden), | Aoi Aso-jinja                                                                            | 5 × 3, niveau unique, style (yosemune-zukuri) du côté nord, relié au haiden du côté sud, toit de chaume | Époque Azuchi Momoyama, 1610                                                                          | Hitoyoshi 32° 12′ 48,43″ N, 130° 45′ 10,43″ E       | |
| Oratoire (拝殿, haiden), | Aoi Aso-jinja                                                                            | 7 × 3, un seul niveau, style yosemune-zukuri avec un auvent de 1 ken et un pignon karahafu, toit de chaume pour le bâtiment principal et toit en tuiles de cuivre pour l'auvent, relié au heiden du côté nord | Époque Azuchi Momoyama, 1611                                                                          | Hitoyoshi 32° 12′ 48,05″ N, 130° 45′ 10,58″ E       | Vue trois-quarts d'un bâtiment en bois avec un toit de chaume à quatre versants. Une autre structure de même style s'étend de l'arrière du bâtiment. |
| Rōmon (楼門), | Aoi Aso-jinja                                                                            | 3 × 2, porte à deux niveaux avec entrée par la baie centrale, style yosemune-zukuri, toit de chaume | Époque Azuchi Momoyama, 1613                                                                          | Hitoyoshi 32° 12′ 47,11″ N, 130° 45′ 10,89″ E       | Une porte en bois à deux niveaux avec un grand toit de chaume et une véranda avec main courante à l'étage supérieur. |
| Bâtiment principal (本殿, honden), | Usa Hachiman-gū                                                                          | Style hachiman, où les deux bâtiments sont à un seul niveau, style kirizuma couvert de bardeaux d'écorce de cyprès du Japon. La partie arrière, appelée 内院 (nai-in), fait 3 × 2 ken, la partie avant, appelée 外院 (ge-in) fait 3 × 1 ken avec un auvent de 1 ken. | Fin de l'époque d'Edo, ère Bunkyū, 1855                                                               | Usa (Ōita)                                          | |

### Architecture
1. 1 2 3  Taisha-zukuri (大社造) : plus ancien style de l'architecture de sanctuaire, ressemble à des logements anciens. Le honden fait 2 × 2 ken, est élevé au-dessus du sol et possède une véranda et des marches couvertes menant directement à l'entrée du côté du pignon. Ils sont décorés de faîteaux réunis en fourche (chigi)[69]
2. 1 2  Shinmei-zukuri (神明造) : ancien style architectural de sanctuaire shinto composé d'un petit édifice, soit de 3 × 2 ken ou 1 × 1 ken, surélevé de plusieurs pas du niveau du sol et entouré d'une véranda à claire-voie. En général, il a un toit à pignon simple avec épis de faîtage en forme de fourche appelé chigi. L'entrée est sur un côté parallèle à la crête[14],[34]
3. 1 2  Sumiyoshi-zukuri (住吉造) : ancien style honden de sanctuaire shinto comprenant un bâtiment de 4 × 2 ken avec pièce à l'avant et à l'arrière. Il dispose d'un toit à pignon droit avec combles en surplomb et une entrée sur le côté avant à pignon[14],[56]
4. 1 2 3 4  Kasuga-zukuri (春日造) : style de sanctuaire ressemblant à celui de Kasuga Taisha avec (généralement) un petit honden de 1 × 1 ken. Le toit est à pignon et possède un toit joint recourbé couvrant l'escalier d'entrée qui est situé sur le côté du pignon. C'est, à côté du nagare-zukuri, le second style le plus courant de l'architecture de sanctuaire[14],[58]
5. 1 2 3 4 5 6 7 8 9 10  Nagare-zukuri (流造) : toit à pignon avec un toit court légèrement incurvé à l'arrière et un toit long fortement incurvé à l'avant couvrant à la fois le toit ondulé sur l'auvent et les marches. L'entrée est sur le côté long, le côté parallèle à la crête. La largeur du bâtiment est comprise entre 1 et 11 ken. C'est le style le plus commun de l'architecture de sanctuaires[14],[80]
6. 1 2  Hachiman-zukuri (八幡造) : style d'architecture de sanctuaire caractérisé par un bâtiment qui, vu de côté, semble composé de deux bâtiments distincts, avec leurs toits à pignons accompagné d'une gouttière. L'espace entre les bâtiments est clos et fait 1 ken de large. Les entrées sont situées au centre de chaque bâtiment sur le côté parallèle aux crêtes. Le bâtiment à l'avant est le sanctuaire extérieur (外殿, gai-den?), celui de l'arrière, le sanctuaire intérieur (内殿, nai-den?). Ensemble, ils forment le bâtiment principal (honden)[14],[85]
7. 1 2 3  Hiyoshi-zukuri ou hie-zukuri (日吉造) : style unique propre aux principaux bâtiments de Hiyoshi Taisha. De l'avant, le bâtiment paraît être un édifice de 5 ken de large avec toit de croupe avec pignon de style irimoya et une entrée à partir de l'auvent central. De côté, l'avant-toit apparaît dépouillé à mi-course donnant au toit arrière une forme trapézoïdale. Le noyau du bâtiment fait 3 × 2 ken auxquels viennent s'ajouter des allées de 1 ken de large des trois côtés, ce qui fait au total un édifice de 5 × 3 ken[14],[44]
8. 1 2 3 4 5 6 7 8 9 10 11 12 13 14 15 16 17 18 19 20 21  Irimoya-zukuri (入母屋造) : un toit à croupe et pignons associant une crête et deux frontons à pignons sur la partie supérieure avec un toit à quatre versants des quatre côtés de la partie inférieure du toit[26]
9. 1 2 3 4 5 6 7  Ryōsage-zukuri (両下造) : toit à pignon sans fronton à pignon parce que d'autres bâtiments y sont reliés[27]
10. 1 2 3 4 5 6  Chidori hafu (千鳥破風, lit. « pignon pluvier ») : une lucarne décorative (rive de toit sur lucarnes de forme triangulaire avec de fortes courbes concaves[28]
11. 1 2 3 4 5 6  Nokikarahafu (軒唐破風) : style karahafu avec pignons ondulés aux extrémités de l'avant-toit[29]
12. 1 2  Ishi-no-ma-zukuri (権現造) : style complexe dans lequel le honden est réuni au haiden par un passage intermédiaire inférieur couvert appelé ai-no-ma (相の間), ishi-no-ma (石の間) ou chūden (中殿)[14],[30]
13. 1 2 3 4 5  Karahafu (唐破風) : rive de toit ondulée s'écoulant vers le bas à partir de la partie centrale supérieure avec courbes convexes de chaque côté qui se changent en courbes concaves qui se stabilisent ou se tournent vers le haut au niveau des extrémités[29]
14. ↑  Mokoshi (裳階) : une cellule de toit recourbé, d'un ken de profondeur en général[32]
15. 1 2  Shikyakumon (四脚門) : porte à étage unique avec deux principaux piliers en ligne avec le faîte du toit et une paire de poteaux de soutènement carrés (« jambes ») de chaque côté. En général, avec un toit à pignon[35]
16. 1 2 3 4 5 6 7 8 9 10  Kirizuma-zukuri (切妻造) : un toit à pignon avec des longueurs égales de la crête jusqu'aux avant-toits[36]
17. 1 2  Hongawarabuki (本瓦葺) : toit composé de grandes tuiles plates concaves et de tuiles semi-cylindriques convexes recouvrant les jointures des premières[54]
18. ↑  Tochibuki (栩葺) : type de couverture où des planches épaisses d'environ 1 à 3 cm et longues de 60 cm sont fendues et fixées avec un chevauchement considérable[14],[70]
19. ↑  Hiyoku irimoya-zukuri (比翼入母屋造) : toit à croupe et à pignons représenté par celui de Kibitsu-jinja avec les crêtes principales du toit parallèles au côté long du honden et crêtes perpendiculaires à l'arête principale créant deux pignons de chaque côté de la crête[14],[72]
20. 1 2  Ryōnagare-zukuri (両流造) : style architectural de honden caractérisé par un toit à pignon avec une longue ligne de toit incurvée qui « coule » des deux côtés contrairement au style nagare qui présente un court toit incurvé à l'arrière et un long toit incurvé sur le devant[14],[76]
21. 1 2 3  Yosemune-zukuri (寄棟造) : toit à croupe (quatre versants) où l'avant et l'arrière sont trapézoïdaux et les côtés triangulaires au Japon, généralement utilisé pour les bâtiments de moindre importance[82]

### Général
1. 1 2 3 4 5 6 7 8 9 10 11  Les bâtiments d'Itsukushima-jinja classé Trésors nationaux sont interconnectés et enregistrés en tant que trésor national unique sous un même numéro d'inscription. Seulement dans le tableau principal des trésors de cet article, l'entrée unique est-elle subdivisée en plusieurs parties pour une meilleure lisibilité.
2. 1 2 3 4 5 6 7 8 9 10  Les bâtiments de Aoi Aso-jinja classés Trésors nationaux du Japon sont inscrits comme Trésor national unique sous un seul numéro d'immatriculation. Dans le tableau principal des trésors de cet article, l'entrée unique est subdivisée en plusieurs parties pour une meilleure lisibilité.
3. ↑  Actuellement, seul Ise-jingū est reconstruit tous les vingt ans.
4. ↑  Auparavant, les colonnes en bois étaient placées directement dans le sol.
5. ↑  Si un Trésor national été construit pendant plus d'une période, seule la période la plus ancienne est comptée.
6. 1 2  Une munafuda (棟札?) avec des informations sur la construction du bâtiment est jointe à la nomination.
7. ↑  Les pièces suivantes sont jointes à la nomination :
  - le beffroi (鐘舎, shōsha?),
  - une cabane (燈台穂屋, tōdaihoya?),
  - entrepôt sacré recouvert de cuivre (銅神庫, dōjinko?),
  - le couloir de liaison (渡廊, watarō?),
  - la porte de l'entrepôt de cuivre (銅庫門, dōko-mon?),
  - la salle de repos de Dieu (西浄, saijō?),
  - deux foyers en acier pour lanternes (鉄燈籠?),
  - neuf boîtes en cuivre avec les instruments nécessaires au service commémoratif des morts (銅箱入供養具?),
  - deux entrées de côté (妻戸, tsumado?),
  - porte du passage est (東通用御門, higashi tsuyōgō-mon?) ou 社家門 (shake-mon?),
  - 104 lanternes de pierre (石燈籠, ishitōrō?),
  - la voie d'approche du sanctuaire (参道, sandō?),
  - une porte de secours (非常門, hijō-mon?),
  - une maison de gardien (内番所, uchibansho?),
  - 16 foyers en acier pour lanternes (銅燈籠?),
  - une boîte d'outils de charpentier (箱入大工道具?),
  - une cage de lampe (燈台?),
  - une clôture de pierre,
  - un torii.
8. ↑  Deux anciens panneaux de plafond sont joints à la nomination.
9. ↑  Les pièces suivantes sont jointes à la nomination :
  - le passage de la porte deva au sanctuaire,
  - 66 foyers en cuivre pour lanternes,
  - 249 lanternes de pierre,
  - une clôture de pierre,
  - un sanctuaire miniature,
  - neuf boîtes de cuivre avec les instruments nécessaires au service commémoratif des morts,
  - une 棟札 (munafuda?), étiquette de crête, portant des informations sur la construction du bâtiment.
10. ↑  Les pièces suivantes sont jointes à la nomination :
  - un ensemble de onze instruments pour la cérémonie Anchin-hō du bouddhisme ésotérique
  - le chemin d'approche du sanctuaire
  - deux lanternes de cuivre
  - une fontaine en pierre pour le rituel de purification
  - une 棟札 (munafuda?), étiquette de crête, avec des informations sur la construction du bâtiment
  - six jeux de deux lanternes suspendues
11. ↑  La nomination comprend un dais et un sanctuaire miniature
12. ↑  Un sanctuaire miniature est joint à la nomination.
13. ↑  Onze 棟札 (munafuda?), étiquettes de crête, avec des informations sur la construction du bâtiment sont jointes à la nomination.
14. ↑  Une 棟札 (munafuda?), étiquette de crête, avec informations sur la construction du bâtiment et un sanctuaire miniature sont jointes à la nomination.
15. ↑  Une entretoise (蟇股) et quatre 桟唐戸 (sangarado?), portes d'entrée lambrissées, sont jointes à la nomination.
16. ↑  Huit sanctuaires secondaires honden et une clôture à claire-voie sont joints à la nomination.
17. 1 2 3  Six 棟札 (munafuda?), étiquettes de crête avec des informations sur la construction du bâtiment sont jointes à la nomination.
18. ↑  Une clôture 瑞垣 (mizugaki?) à planches verticales et une porte sont incluses dans la nomination.
19. ↑  La nomination comprend une clôture à claire-voie, un torii et une 瑞垣 (mizugaki?) barrière de planches disposées verticalement
20. ↑  Le 愛染堂 (Aizen-dō?), 43 pièces de bois ancien et une 棟札 (munafuda?) avec information sur la construction du bâtiment sont jointes à la nomination.
21. ↑  La nomination comprend le sanctuaire intérieur (内殿) et une 棟札 (munafuda?) étiquette de crête portant des informations sur la construction du bâtiment.
22. ↑  La nomination inclut un sanctuaire intérieur et un ancien pilier appelé 心御柱 (shin no mihashira?).
23. ↑  La nomination comprend deux étiquettes de crête 棟札 (munafuda?) avec des informations sur la construction du bâtiment.
24. ↑  La nomination comprend la clôture autour du sanctuaire et les naishi-bashi droits et gauches (内待橋) qui sont les ponts empruntés par les femmes qui servent à la cour (naishi) et vont offrir de la nourriture aux dieux.
25. ↑  La nomination comprend :
  - quatre 棟札 (munafuda?) étiquettes de crêtes, avec des informations sur la construction du bâtiment,
  - le 高舞台 (takabutai?) devant le haraedono utilisé pour les représentations de danse bugaku,
  - le 平舞台 (hirabutai?) devant le sanctuaire principal,
  - les sanctuaires Kadomarōdo (門客神社, kadomarōdojinja?) de droite et de gauche situés en face du sanctuaire principal de chaque côté de la lanterne hitasaki à l'avant. Les gardiens de la porte, 豊石窓神 (toyoiwamado no kami?) et 櫛石窓神 (kushiiwamado no kami?) y sont consacrés,
  - les 楽房 (gakubō?) droite et gauche, bâtiments pour les représentations de musique gagaku devant le sanctuaire principal, un pour chaque type de danse gagaku : « danse de gauche » en provenance d'Inde ou de la dynastie Tang, « danse de droite » en provenance de Chine ou de Corée.
26. ↑  La nomination inclut la clôture autour du sanctuaire.
27. ↑  Dix-neuf 棟札 (munafuda?) avec des informations sur la construction du bâtiment sont joints à la nomination.
28. ↑  Quatre 棟札 (munafuda?) avec des informations sur la construction du bâtiment et cinq sanctuaires miniatures (玉殿, gyokuden?) sont joints à la nomination.
29. ↑  Une 棟札 (munafuda?), étiquette de crête, contenant des informations sur la construction du bâtiment et cinq planches d'inscriptions (銘札) sont jointes à la nomination.